# 劉曰俊
劉曰俊（16世紀—17世紀），字虞臣，陝西西安府三原縣人，明朝政治人物。

## 生平
劉曰俊是萬曆四年舉人劉士璉的兒子，天啟元年（1621年）中舉人，崇禎元年（1628年）成進士，五年（1632年）獲授刑科給事中，曾疏通地方水利、捐出俸祿修渠，數縣都獲利，又裁減三原稅項。之後他改任工科給事中，外任山西按察司副使，官至薊遼總督，把十三路總兵官供給銀二萬盡供兵餉；辭官後正值十三年（1640年）饑荒，他發放粥水三月，救活不少人民。

## 引用
1. 1 2  光緒《三原縣新志·卷六·人物志》：劉曰俊，士璉子，《通志》（云）字虞臣，崇正戊辰進士，擢諫垣，疏通水利、捐金修渠，數邑獲利；疏裁三原偏稅，累官密雲總督，署有箭道歲額，十三路總兵官供給銀二萬，俊莅任盡歸兵餉，奉詔嘉美。歸田後值崇正十三年奇荒人相食，曰俊施粥三月，救活甚眾。
2. ↑  光緒《三原縣新志·卷七·選舉志》：舉人……天啟辛酉科六人 劉曰俊 見進士
3. ↑  史語所藏鈔本《崇禎長編·卷六十五》：（崇禎五年十一月）丁未吏部上考選科道等官職名，吳甘來刑科、史可鏡兵科、吳麟徵吏科、林銘几湖廣道、陳志茂戶部主事、劉曰俊刑科、葉紹顒浙江道、梁士濟江西道、盧經四川道、蔣德瑗兵科、田用坤山東道、冐起宗南吏部主事、范淑志工科、米助國福建道、褚德培陝西道、王一鶚山東道、金光辰廣東道、吳士禎禮科、陸茂元禮部主事、孫晉工科、謝宗禮部主事、左佩弦南浙江道。
4. ↑  四庫全書《綏冦紀畧》·卷五：工科劉曰俊疏曰……
5. ↑  四庫全書《山西通志·卷七十九·職官七》：劉曰俊，進士崇禎時任副使，陜西三原人。
6. ↑  乾隆《西安府志·卷三十四·人物志》：劉士璉，賈志（云）字翼明，三原人，萬歷丙子舉人……曰俊，字虞臣，士璉子，崇禎戊辰進士，擢諫垣，疏通水利，捐金修渠，數邑獲利，累官密雲總督。